# Borjavske, Vînohradiv
Borjavske (în ucraineană Боржавське) este o comună în raionul Vînohradiv, regiunea Transcarpatia, Ucraina, formată numai din satul de reședință.

## Demografie
Componența lingvistică a comunei Borjavske
     Ucraineană (99,79%)
     Alte limbi (0,21%)
Conform recensământului din 2001, majoritatea populației comunei Borjavske era vorbitoare de ucraineană (99,79%), existând în minoritate și vorbitori de alte limbi.